# Pseudopaludicola mineira
Pseudopaludicola mineira är en groddjursart som beskrevs av Lobo 1994. Pseudopaludicola mineira ingår i släktet Pseudopaludicola och familjen Leiuperidae. IUCN kategoriserar arten globalt som otillräckligt studerad. Inga underarter finns listade i Catalogue of Life.